# Jacques Michaud
Jacques Michaud (Saint-Julien-en-Genevois, 11 luglio 1951) è un dirigente sportivo ed ex ciclista su strada francese, professionista dal 1979 al 1985.
In carriera vanta una vittoria di tappa al Tour de France, conquistata nel 1983.

## Palmarès

### Strada
- 1974 (Dilettanti, una vittoria)

Grand Prix de Vougy
- 1977 (Dilettanti, una vittoria)

Grand Prix du Faucigny
- 1979 (Flandria-Ça va seul-Sunair, una vittoria)

Classifica generale Étoile de Bessèges
- 1982 (Coop-Mercier-Mavic, una vittoria)

2ª tappa Giro del Delfinato (Tain-l'Hermitage > Saint-Chamond)
- 1983 (Coop-Mercier-Mavic, una vittoria)

18ª tappa Tour de France (Bourg-d'Oisans > Morzine)

#### Altri successi
- 1983 (Coop-Mercier-Mavic)

Classifica scalatori Grand Prix du Midi Libre
2ª tappa Tour de France (Soissons > Fontaine-au-Pire, cronosquadre)
Criterium Cluses

## Piazzamenti

### Grandi Giri
- Tour de France

1979: 49º
1980: 44º
1981: 27º
1982: 16º
1983: 56º

### Classiche monumento
- Milano-Sanremo

1980: 117º
- Parigi-Roubaix

1981: 40º